# Rémy Pagani
Rémy Pagani (Ginebra, 21 d'abril del 1954) és una personalitat política suïssa i membre del moviment de SolidaritéS. Assessor administratiu a Ginebra, és tres vegades batlle de la ciutat, de l'1 de juny de 2009 al 31 de maig del 2010 i també de l'1 de juny del 2012 al 31 de maig del 2013 i de l'1 de juny de 2017 al 31 de maig del 2018.
El gener de 2021, fou una de les 50 personalitats que signar el manifest «Dialogue for Catalonia», promogut per Òmnium Cultural i publicat a The Washington Post i The Guardian, a favor de l'amnistia dels presos polítics catalans i del dret d'autodeterminació en el context del procés independentista català. Els signants lamentaren la judicialització del conflicte polític català i conclogueren que aquesta via, lluny de resoldre'l, l'agreuja: «ha comportat una repressió creixent i cap solució». Alhora, feren una crida al «diàleg sense condicions» de les parts «que permeti a la ciutadania de Catalunya decidir el seu futur polític» i exigiren la fi de la repressió i l'amnistia per als represaliats.

## Carrera política
- Participació activa en el moviment "Centre Autònom" del Centre Juvenil St Gervais (1970/1971).[5]

- Participació activa en l'organització d'ensenyament mitjà i aprenents (1971/1973).

- Membre del Comitè d'Acció Popular a les Coves APAG (1974/1984), és un dels líders del moviment d'habitants que va preservar el barri de Grottes a Ginebra.

- Animador i membre fundador de la Federació d'Associacions de Veïns i Habitants FAQH 1981.

- Membre de l'Associació d'Habitants de Junction AHJ (1984 - 1990).

- Secretari de la Unió a la Unió Interprofessional de Treballadors de SIT 1987 - 1996,.

- Secretari permanent de la Unitat de Serveis Públics del SSP, Regió de Ginebra del 1997 a 2007.

- Membre electe de Left Alliance AdG al Parlament Cantonal de Ginebra el 1997 i el 2001.

- Rémy Pagani elegit conseller de la Presidència de la ciutat de Ginebra el 29 d' abril del 2007, responsable de la construcció i el desenvolupament.

- Diputat electe per Ensemble à gauche al parlament cantonal de Ginebra el 9 de novembre del 2013.

- El primer de juny del 2009 va ser elegit alcalde de Ginebra i reelegit alcalde el 1 gener de juny del 2012 i 1 de juny del 2017.